# 格林魔书
《格林魔书》是由VANILLAWARE開發並由日本一發行，在2007年4月發售的PlayStation 2模擬策略角色扮演遊戲。由前納浩一擔任人物設定。

## 故事
少女莉蕾入讀魔術學校後僅僅五日，她以外的人全部遭受災難。莉蕾能拯救學校嗎？

## 角色
- 莉蕾·布勞

為了家人，立志成為一流魔術師的少女
- 巴提多・巴蘭泰

魔法學校的先輩。
- 甘梅爾・多拉斯克

魔法學校的校長，亦是傳說中打倒魔王的魔法師。
- 露潔・貝雪

偉大的魔女，但因弟子的叛變而喪命化為幽靈，亦於2007年發售的《魂之搖籃 侵蝕世界者》登場。
- 亞德佛卡特

負責教授黑魔術的教師。
- 阿瑪雷特・菲爾西涅

魔法學校的學生。
- 卡爾法特斯

被甘梅爾及露潔打倒的魔王。

## 外部連結
- （日語）gRiMgRiMoiRe 官方網站